# Worship the Animal - 1994: The Lost Recordings
Worship the Animal - 1994: The Lost Recordings è un album del gruppo musicale brutal death metal Nile, pubblicato nel 2011. Come si può presumere dal titolo, l'album è sostanzialmente una riedizione della demo Worship the Animal che i Nile registrarono nel 1994, sta volta pubblicato tramite l'etichetta Goomba Music.

## Tracce
Testi e musiche di Pete Hammoura, Karl Sanders e Chief Spires, tranne dove indicato diversamente.
1. La chant du cygre – 4:34
2. Worship the Animal – 5:24
3. Nepenthe – 7:46
4. Surrounded by Fright – 8:03
5. Mecca – 8:59 (Pete Hammoura, Karl Sanders, Chief Spires, Walter "Sonny" Stafford)